# Таиров, Каландар Таирович
Каландар Таирович Таиров — советский хозяйственный, государственный и политический деятель.

## Биография
Родился в 1923 году в Турткуле. Член КПСС.
Участник Великой Отечественной войны. С 1945 года — на хозяйственной, общественной и политической работе. В 1945—1992 гг. — заведующий учебной частью, директор Турткульской школы механизации сельского хозяйства, первый заместитель министра сельского хозяйства Каракалпакской АССР, первый секретарь Тахтакупырского, Берунийского райкомов партии, заведующий отделом партийных органов ЦК КП Узбекистана по сельскому хозяйству, первый заместитель заведующего отделом оргпартработы, заведующий общим отделом ЦК КП Узбекистана.
Избирался депутатом Верховного Совета Узбекской ССР 10-го, 11-го и 12-го созывов.
Умер после 1992 года.